# WNT9A
WNT9A‏ (Wnt family member 9A) هوَ بروتين يُشَفر بواسطة جين WNT9A في الإنسان.